# Travis Kelce
Travis Michael Kelce (/ˈkɛlsi/ sinh ngày 5 tháng 10 năm 1989) là một cầu thủ bóng bầu dục chơi cho đội Kansas City Chiefs trực thuộc Liên đoàn Bóng bầu dục Quốc gia Mỹ (NFL).
Ngoài chơi bóng, Kelce còn xuất hiện trên các chương trình truyền hình, gameshow và đóng quảng cáo. Cùng với anh trai Jason, cả hai lập một podcast có tên New Heights thảo luận về bóng đá và các sự kiện văn hóa đại chúng khác. Năm 2023, anh được biết tới nhiều hơn khi là bạn trai của nữ ca sĩ Taylor Swift.

## Tiểu sử
Kelce sinh năm 1989 tại Westlake, Ohio. Cha anh, Ed Kelce, là nhân viên bán hàng cho một công ty thép còn mẹ anh, Donna, là giám đốc ngân hàng. Anh trai Jason Kelce cũng là một cầu thủ bóng bầu dục, chơi cho đội Philadelphia Eagles.
Khi còn nhỏ, anh theo học trường trung học Cleveland Heights ở quê nhà.

## Đời tư
Kelce hẹn hò với nữ ca sĩ Taylor Swift vào năm 2023. Cuộc tình của cả hai khiến cho lượt xem các trận NFL của đội Kansas City Chiefs tăng mạnh, lượng áo thi đấu do Kelce kinh doanh và vé xem đội Chiefs bán được cũng tăng lên đáng kể. Tổ chức NFL và kênh thể thao NBC cũng dùng sự kiện này để quảng bá cho các trận đấu. Một trận khác giữa Chiefs và New York Jets có sự góp mặt của Swift đạt trung bình 27 triệu lượt xem, khiến trận đấu trở thành chương trình truyền hình được xem nhiều nhất vào tối Chủ Nhật, kể từ sau buổi tường thuật trực tiếp Super Bowl LVII.